# Algunas bestias
Algunas bestias  es una película chilena de 2019, dirigida y producida por Jorge Riquelme Serrano y con un guion escrito por él mismo y Nicolás Diodovich. Fue rodada en el sur de Chile, en la Isla de Chaullín, frente a Calbuco, y está protagonizada, entre otros, por los destacados actores chilenos Paulina García y Alfredo Castro.
Obtuvo el primer premio en la 35.ª edición de Cine en progreso, en el marco del Festival de Cine Latinoamericano de Toulouse en 2019. Tuvo su estreno mundial en competencia durante el Festival Internacional de Cine de San Sebastián de 2019, en la sección de Nuevos directores, donde resultó ganadora del premio principal de la muestra. Posteriormente, en el marco del 41.º Festival Internacional del Nuevo Cine Latinoamericano de La Habana 2019, obtuvo el Premio Especial del Jurado (ex aequo con La Llorona de Jayro Bustamante) y el Coral al mejor director del Festival.

## Argumento
Una familia desembarca con entusiasmo en una isla deshabitada en la costa sur de Chile con el sueño de construir un hotel turístico en el lugar. Cuando el hombre que los cruzó del continente desaparece, la familia queda prisionera de la isla. Con frío, sin agua y sin certezas, los ánimos y la buena convivencia comienzan a diluirse, dejando al descubierto las bestias que esconde la familia. 

## Reparto
- Paulina García, como Dolores.
- Alfredo Castro, como Antonio.
- Consuelo Carreño, como Consuelo.
- Gastón Salgado, como Alejandro.
- Andrew Bargsted, como Máximo.
- Millaray Lobos, como Ana.
- Nicolás Zárate, como Nicolás.